# Kestrel (Automarke)
Kestrel war eine britische Automarke, die nur 1914 von der Bristol Road Motor Garage Ltd. in Hempsted (Gloucestershire) gebaut wurde. Insgesamt entstanden etwa 15 Fahrzeuge.
Der leichte Wagen war mit einem Vierzylinder-Reihenmotor mit 1131 cm³ Hubraum ausgestattet.